# Sina Müller
Sina Müller (* 1977 in Freiburg) ist eine deutsche Romance-Schriftstellerin.

## Leben
Sina Müller arbeitete als Werbetexterin und lebt mit ihrem Sohn und Partner in Freiburg.

## Werk
Beim Panem-Schreibwettbewerb des Oetinger-Verlags wurde sie 2013 für ihre Kurzgeschichte Gedankenlos mit dem 3. Preis ausgezeichnet.
2014 erschien ihr Debütroman „Josh & Emma – Soundtrack einer Liebe“ beim Amrûn Verlag. Es folgten weitere Veröffentlichungen bei Amrûn sowie im Selbstverlag über CreateSpace. Ab 2017 erschien die Romanserie „3Hearts2gether“, welche sie gemeinsam mit Pea Jung und Tanja Neise verfasste, als erste Eigenveröffentlichung von readfy unter dem Label readfy originals, bis sie 2020 nach 10 Bänden abgeschlossen wurde. 2018 veröffentlichte sie gemeinsam mit Tanja Neise und Karina Reiß die Herzklopfen-Reihe.
Seit 2020 veröffentlicht sie verstärkt über verschiedene Verlage: Ihre Debütromane „Josh & Emma“ Band 1 und 2 vom Edel Elements Verlag als E-Books neu aufgelegt. Ihr Roman „Amber Eyes - Mit dir für immer“ erschien bei beHEARTBEAT von Bastei Lübbe sowie die Romane „Academy of Arts. Herzensmelodie“ und „Almost speechless: die Tiefe deiner Worte“ bei Impress vom Carlsen Verlag.

## Bibliografie

### Romane
- Josh & Emma – Soundtrack einer Liebe. Band 1, Amrûn Verlag, Traunstein, 2014, ISBN 978-3-944729-65-7
- Josh & Emma – Portrait einer Liebe. Band 2, Amrûn Verlag, Traunstein, 2015, ISBN 978-3-95869-048-6
- Josh & Emma – Hauptgewinn. Amrûn Verlag, Traunstein, 2015, ISBN 978-3-95869-066-0
- Lena in love – Tanz mit mir. Band 1, 2015, Amazon-Kindle
- Lena in love – Sprich mit mir. Band 2, CreateSpace Independent Publishing Platform, 2016, ISBN 978-1-5426-5921-5
- Herz über Board – Mein Sommer mit Jonah. Band 1, Amrûn Verlag, Traunstein, 2016, ISBN 978-3-95869-198-8
- Herz über Board – Mein Winter mit Lin. Band 2, Amrûn Verlag, Traunstein, 2018, ISBN 978-3-95869-558-0
- Tom & Malou 1: Herzklopfen on Tour – Amblish. Amrûn Verlag, Traunstein, 2018, ISBN 978-3-95869-341-8
- Tom & Malou 2: Liebe Backstage – Amblish. Amrûn Verlag, Traunstein, 2018, ISBN 978-3-95869-343-2
- Herzklopffinale: Bei Abpfiff Liebe. CreateSpace Independent Publishing Platform, 2018, ISBN 978-1-9829-8909-5
- Amber Eyes – Mit dir für immer. beHEARTBEAT, 2020, ISBN 978-3-7413-0216-9
- Academy of Arts. Herzensmelodie. Impress, 2020, ISBN 978-3-551-30255-7
- Almost speechless: die Tiefe deiner Worte. Impress, 2021, ISBN 978-3-646-60598-3

### Anthologien
- Herzfeinde. 2012, triboox, ISBN 978-3-942384-54-4
- Zimtsternküsse. 2015, Amrûn Verlag, ISBN 978-3-95869-032-5
- Schneegestöber. 2015, CreateSpace, ISBN 978-1-5192-6807-5

### Reihen
- 3Hearts2gether, readfy, 2017 bis 2020, 10-teilige Serie, gemeinsam mit Pea Jung und Tanja Neise